# Harry Langdon
Harry Langdon   (Council Bluffs, 15 de juny de 1884 - Hollywood, 22 de desembre de 1944) actor i director cinematogràfic nord-americà i una de les principals figures de l'edat d'or del cinema còmic estatunidenc.

## Biografia

### Dels inicis a l'èpocaKeystone
Va recórrer els escenaris de vodevil de gran part dels Estats Units amb un espectacle en què se les havia de veure amb un cotxe, des de 1902 fins pràcticament quan el va descobrir el productor, director i cercatalents Mack Sennett el 1923.
Des de llavors fins al 1925, Mack Sennett posà en Harry Langdon en les mans del tercet creatiu format per Harry Edwards, Frank Capra i Arthur Ripley, els quals es van esforçar a fer encabir l'estil altament subtil i pausat del còmic reclutat enmig de les esbojarrades comèdies de la Keystone, la productora d'en Mack Sennett.Els primers curtmetratges, tot i que molt divertits, són una lluita constant entre dues maneres d'entendre l'humor visual gairebé contraposades, fins que de totes dues, i amb la lenta destil·lació que donava la recerca de la perfecció que el trio creatiu cercava, els darrers curtmetratges es poden tranquil·lament considerar com les obres còmiques més subtils de la casa productora d'aquells anys.

### La maduresa
El personatge d'en Harry Langdon era el d'un nen gran, un ésser d'innocència extrema, que té por fins i tot de les ovelles perquè creu que són vaques; un ser romàntic, enamoradís però capaç de tenir unes rebequeries de nen tan malcriat que no dubta a enfrontar-se a les dones dels seus somnis si aquestes no el mimen; una espècie de talòs que es queda palplantat davant la presència d'un huracà, justament perquè ignora totalment la capacitat de destrucció de la natura; un personatge, en definitiva, aparentment senzill però d'una complexitat molt difícil de trobar en altres còmics que treballin en el registre de la innocència enganyosa.
El 1925 dona el salt al llarg metratge amb His First Flame, però els mal resultat general del film fa que Mack Sennett decideixi no estrenar-lo. Harry Langdon i el seu trio de col·laboradors decideixen abandonar la Keystone, creant la seva pròpia companyia a on Harry Langdon roda les seves tres absolutes obres mestres de llarg metratge, mereixedores d'un clamorós èxit de crítica i públic: Tramp, Tramp, Tramp el 1926, dirigida per Harry Edwards i Long Pants i The Strong Man ambdues del 1927 i dirigides per Frank Capra. Poc després, Mack Sennett mira de fer negoci exhibint His First Flame però fracassa.

### La decadència
Harry Langdon té, després d'aquest èxit, dures discussions amb els seus antics col·laboradors i decideix fer-los fora per a dirigir-se a si mateix en les tres següent cintes. Però el talent com a director de Harry langdon és lluny del que tenia com a actor i els tres films no eren a l'alçada dels anteriors. Tot això ajuntat a l'arribada del cinema sonor, representen la seva desaparició com a estrella, passant, a partir de llavors, a participar en curtmetratges de molt baixa categoria.
Encara té la possibilitat de substituir a Stan laurel en un film de la famosa parella del gros i el prim, però el fracàs el convenç de no continuar per a aquest camí.
Va morir en el més gran oblit, fins que la seva figura va ser rescatada a les acaballes dels anys seixanta. Actualment en Harry Langdon és un còmic molt valorat pels experts i els pocs afeccionats que s'han decidit a conèixer-lo, han esdevingut fans acèrrims, tot i que la seva fama és encara lluny de la de Buster Keaton, Charles Chaplin, o Harold Lloyd, per posar els exemples dels descobridors de les vetes més fructíferes de d'humor visual, amb infinitat de seguidors totes elles.

## Filmografia parcial
- All Night Long (curtmetratge) (1924)
- Boobs in the Woods (curtmetratge) (1924)
- His First Flame (1925)
- Tramp, Tramp, Tramp (1926)
- El forçut (The Strong Man) (1926)
- Long Pants (1927)
- Zenobia (1939)